# Platygyrium australe
Platygyrium australe là một loài Rêu trong họ Hypnaceae. Loài này được (Dixon & Sainsbury) Arikawa mô tả khoa học đầu tiên năm 2004.